# Dreher Gold

## Általános leírás
Ízjellemzők:
Lager típusú, aranysárga színű világos sör. Keserűjét a kétféle komló felhasználásától nyeri. Habja dús, tartós.
Összetevők: víz, árpamaláta, 2 féle komló, komlókivonat
Alkoholtartalom: 5,2% V/V